# NYC boys
NYC boys是日本一支偶像限定男子组合，隶属于杰尼斯事务所，其唱片由杰尼斯娱乐公司发行。

## 组合简历
2009年6月7日，在小杰尼斯的演唱会“集会新纪录！小杰尼斯1日4次公演要做了！演唱会”上，由中山优马 w/B.I.Shadow与Hey! Say! JUMP中的成员山田凉介与知念侑李的组合被发布。